# Square Belleville - Télégraphe
Le square Belleville - Télégraphe est un square du 20e arrondissement de Paris. 

## Situation et accès
Il est situé au 246, rue de Belleville, à l'angle avec la rue du Télégraphe. Sur les deux côtés du square qui ne sont pas longés par des rues se trouve le cimetière de Belleville.
Ce site est accessible par la rue de Belleville et la rue du Télégraphe.
Il est desservi par la ligne 11 à la station de métro Télégraphe.

## Origine du nom
Il doit son nom à la proximité des rues de Belleville et du Télégraphe.